# Conseil de la Guerre

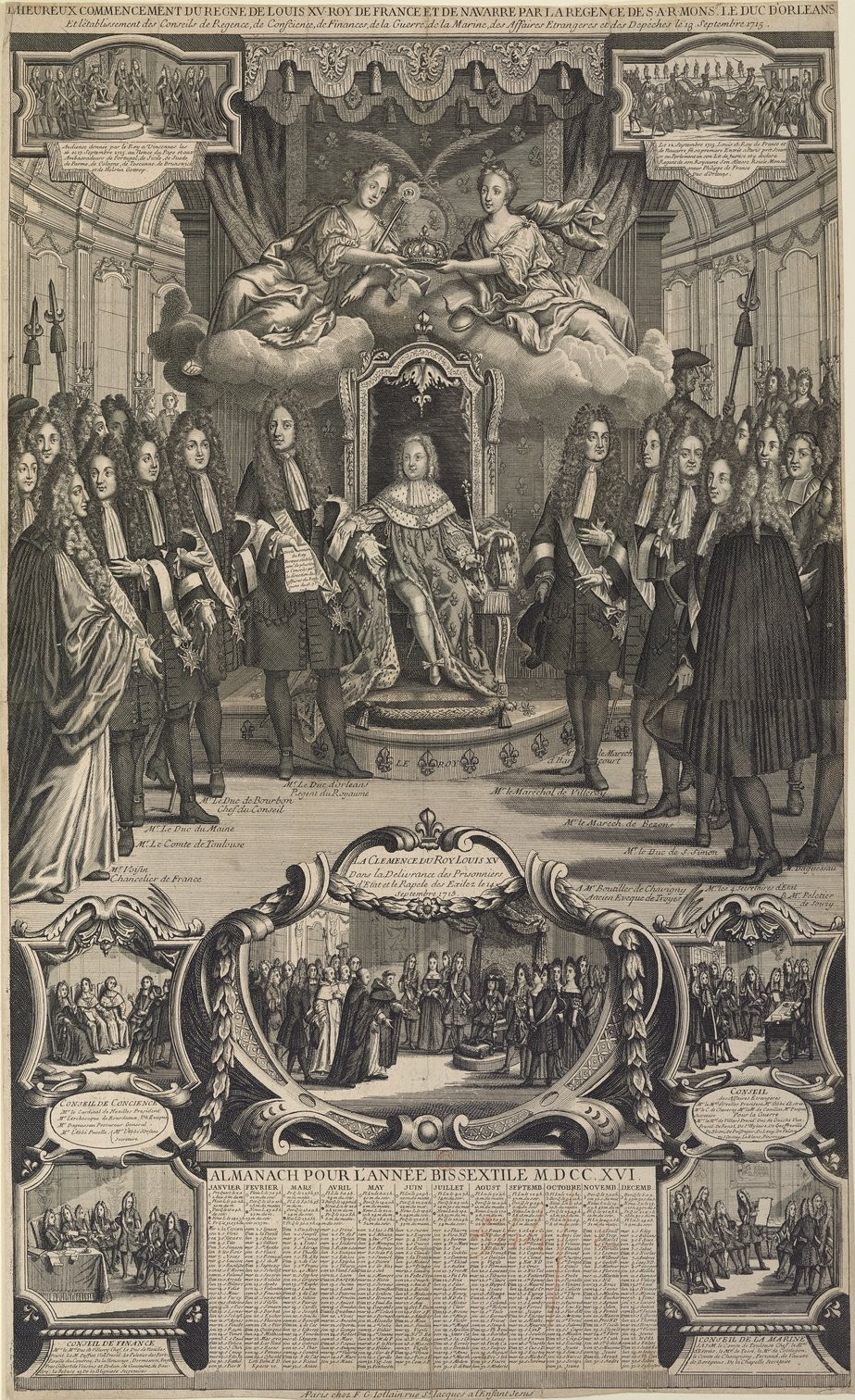
L'heureux commencement du règne de Louis XV, Roy de France et de Navarre par la régence de S. A. R. Monseigneur le duc d'Orléans et l'établissement des Conseils

Le Conseil de la guerre est l'un des conseils particuliers de la polysynodie, système de gouvernement instauré par le Régent Philippe d'Orléans au début de la Régence, de 1715 à 1718. La polysynodie lui permet d'associer la haute noblesse aux décisions politiques, en la faisant participer à sept conseils qui assistent le Conseil de Régence.
Comme les autres conseils de la polysynodie, le Conseil de la guerre est créé par le Régent par la déclaration du 15 septembre 1715. Présidé par le maréchal de Villars, il compte à l'origine neuf lieutenants généraux et deux maîtres des requêtes, autrement dit neuf membres de la noblesse d'épée et deux de la noblesse de robe, choisis pour tenir compte d'équilibres politiques et des compétences.
Le Conseil de la guerre siège au Louvre et traite des affaires variées, qui concernent l'armée, les fortifications et les finances, mais il devient au fil du temps un lieu de conflits très aigus, à cause de querelles de préséances et des stratégies de certains conseillers. Le Conseil de la guerre est supprimé en même temps que la polysynodie, en septembre 1718, et le secrétariat d'Etat de la Guerre est rétabli au bénéfice de Claude Le Blanc.

## La composition du Conseil de la guerre

### Membres

#### À partir de septembre 1715

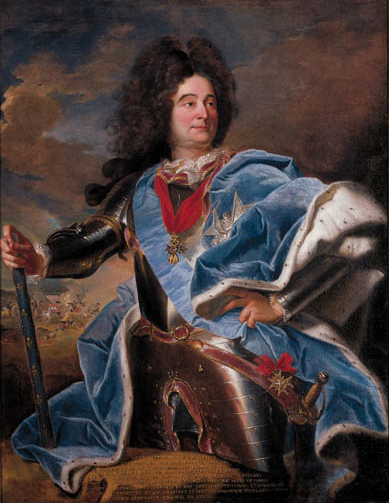
Rigaud - Claude Louis Hector de Villars - Château de Vaux-le-Vicomte

- Claude Louis Hector de Villars (1653-1734), duc de Villars, maréchal de France, président du Conseil de la guerre.
- Antoine V de Gramont (1671-1725), duc de Guiche, lieutenant général, colonel du régiment des gardes françaises, vice-président du Conseil de la guerre (à partir d'octobre 1715) : remplace Villars en son absence.
- Jacques François de Chastenet (1655-1743), marquis de Puységur, lieutenant général. Au Conseil de la guerre, chargé des routes, du logement de troupes et de la discipline militaire.
- François Le Danois marquis de Joffreville (mort en 1721), lieutenant général. Au Conseil de la guerre, chargé de la cavalerie.
- Charles Armand de Gontaut (1663-1756), marquis de Biron, lieutenant général. Au Conseil de la guerre, chargé de l'infanterie.
- Charles Eugène marquis de Lévis (1669-1734), lieutenant général. Au Conseil de la guerre, chargé de la cavalerie.
- François de Reynold (1642-1722), lieutenant général, colonel des gardes suisses. Au Conseil de la guerre, chargé des Suisses.
- Armand de Mormès de Saint-Hilaire (1652-1740), lieutenant général d'artillerie.Au Conseil de la guerre, chargé de l'artillerie.
- Claude François Bidal (1667-1743), marquis d'Asfeld, directeur général des fortifications. Au Conseil de la guerre, chargé des fortifications.
- Claude Le Blanc (1669-1728), intendant. Au Conseil de la guerre, chargé des finances et des délits militaires. À partir de novembre 1716, il s'occupe de l'ensemble des marchés.
- Dominique-Claude Barberie de Saint-Contest (1668-1730), intendant. Au Conseil de la guerre, chargé des fournitures, de l'entretien des troupes et des étapes, il passe un grand nombre de marchés. Il quitte le Conseil de la guerre en novembre 1716 parce qu'il est nommé conseiller d'Etat semestre[1].

#### Entrés en janvier 1716

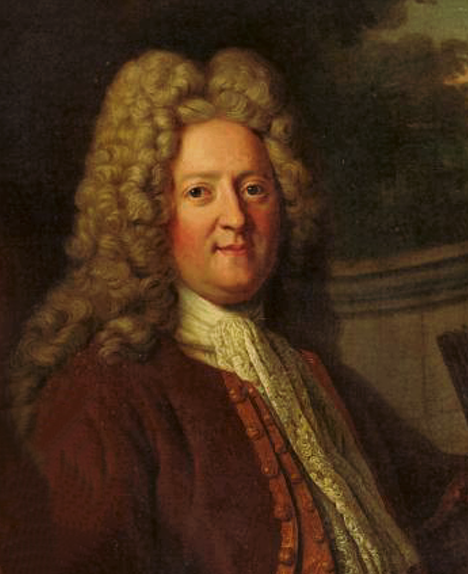
Louis-Auguste de Bourbon, Duc du Maine

- Louis-Auguste de Bourbon, Duc du MaineLouis Auguste de Bourbon (1670-1736), duc du Maine (bâtard légitimé de Louis XIV), grand maître de l'artillerie, lieutenant général. Au Conseil de la guerre, chargé de l'artillerie. Egalement membre du Conseil de Régence.
- Louis Henri de Bourbon-Condé (1692-1740), duc de Bourbon, lieutenant général (1718). Egalement membre du Conseil de Régence[1].

#### Entré en août 1716
- Henri Louis de La Tour d'Auvergne, comte d'Evreux, (1679-1753), lieutenant général, colonel général de la cavalerie[1].

#### Entré en avril 1717
- Louis Armand de Bourbon (1695-1727), Prince de Conti, maréchal de camp[1].

#### Entré en février 1718
- François Franquetot (1670-1757), marquis de Coigny, lieutenant général, colonel général des dragons. Au Conseil de la guerre, chargé des dragons[1].

### La recherche d'un équilibre politique
La liste des membres du Conseil de la guerre est fixée dès le 19 septembre 1715. Le Régent nomme aux différents conseils, mais doit tenir compte d'impératifs politiques, dans un contexte où son pouvoir est, par nature, peu assuré. Il s'agit de rallier à son gouvernement les différentes composantes de la Cour.
Ainsi, la nomination du duc du Maine aux Conseils de Régence et de la guerre permet de tenir compte de son rang (bâtard légitimé de Louis XIV, donc d'un rang intermédiaire entre les princes du sang et les ducs et pairs, du moins jusqu'en 1718), tout en tentant de le neutraliser, puisqu'il est un ennemi politique. La nomination du duc de Bourbon, premier prince du sang, est également due à son rang, mais il est rallié au Régent. Les questions de rang et de préséance structurent la société d'Ancien Régime et au premier chef la Cour.
Le Régent cherche également à récompenser les fidèles, comme le marquis de Biron, qui est un des "roués" (compagnon de débauche) du Régent, le marquis d'Asfeld (dont la nomination permet également de démettre de ses fonctions de directeur des fortifications Michel Le Peletier de Souzy, influent conseiller de Louis XIV), le marquis de Puységur ou Claude Le Blanc. Il s'attache des alliés de circonstance, ici le maréchal de Villars, François de Reynold (qui s'opposera au duc du Maine), ou le duc de Bourbon. Il tient compte également du testament de Louis XIV, dans le cas de la nomination de Joffreville.

### Réunir des spécialistes
La composition du Conseil de la guerre montre clairement le primat des compétences. A part les princes, il ne réunit que des spécialistes expérimentés, soit militaires de carrière ayant atteint le grade de lieutenant général, soit administrateurs ayant eu à gérer des aspects militaires. Logiquement, le Conseil de la guerre est le conseil de la polysynodie où la proportion de nobles d'épée est la plus forte : neuf sur onze en septembre 1715, alors que, sur l'ensemble des conseils, les deux noblesses sont à part égales.
Certains de ces officiers ont des compétences particulières : l'artillerie pour Saint-HIlaire, la logistique pour Puységur, la cavalerie pour Lévis et Joffreville, etc. Quant aux deux représentants de la noblesse de robe, ils ont été intendants de provinces frontalières où les aspects militaires pèsent, la Flandre pour Le Blanc et Metz pour Saint-Contest. Même Saint-Simon, pourtant très critique envers les intendants, reconnaît leur compétence.
Tous les officiers supérieurs membres du Conseil de la guerre, sauf le duc de Guiche, ont fait campagne sous les ordres du maréchal de Villars et les deux intendants ont été en rapport avec lui dans le cadre de leurs fonctions. On cherche donc une certaine cohérence, contrebalancée par le poste de vice-président donné au duc de Guiche, qui semble être un moyen de surveiller Villars.

## Le Conseil de la guerre au travail

### A Paris
Comme les autres conseils de la polysynodie, le Conseil de la guerre siège à Paris. En effet, dès septembre 1715, le Régent organise le déménagement du roi et de la Cour d'abord à Vincennes puis, rapidement, à Paris, qui redevient donc la capitale politique de la France. Le roi enfant Louis XV et sa Cour sont installés au palais des Tuileries.
Le Conseil de la guerre, comme la plupart des conseils, se réunit au Louvre, plus précisément dans les anciens appartements d'Anne d'Autriche, d'abord trois fois par semaine (le dimanche, le lundi et le mardi), puis deux fois seulement (le lundi et le mardi). Sa réunion d'installation a lieu dès le 28 septembre 1715, ses règles de fonctionnement ayant probablement été établies auparavant.
Les bureaux du Conseil de la guerre sont installés dans l'hôtel de Maulévrier, rue Neuve-des-Petits-Champs. L'organisation des bureaux est modifiée en 1716, passant d'une trentaine de commis à une quarantaine, mais la continuité avec le règne de Louis XIV, dans l'organisation comme dans le personnel, est manifeste. Le premier commis des bureaux de la guerre, Mathieu Pinsonneau, reste à son poste et devient en plus en 1715 secrétaire du Conseil de la guerre .

### Des affaires variées
Véritable ministère collégial, le Conseil de la guerre hérite des anciennes compétences des secrétaires d'Etat de la Guerre, y compris les dépenses liées à l'activité militaire. La répartition précise des compétences entre les différents conseillers (voir ci-dessus), à la fois par armes et transversale, conduit à une forte coordination entre eux. Le Conseil de la guerre traite principalement des unités militaires, des nominations aux emplois militaires, du ravitaillement des troupes, des demandes de grâce ou des litiges entre les soldats et des demandes de pensions. Plus rarement, il examine des questions relatives aux fortifications ou aux finances. Au-delà de la gestion de routine, le Conseil réorganise des régiments d'infanterie et de cavalerie.
Le Conseil de la guerre tranche lui-même un peu moins de la moitié des affaires qu'il traite, surtout celles qui concernent la gestion des troupes et leur approvisionnement. Après passage au Conseil de la guerre, environ 40% des affaires sont envoyées directement au Régent et environ 10% d'entre elles, seulement, sont examinées en Conseil de Régence. Ce dernier est donc clairement contourné. Certaines affaires font la navette entre le Conseil de la Guerre et celui de finances.

### Des personnalités et des attitudes diverses
Toutes les affaires militaires ne passent pas devant le Conseil de la guerre : Villars en traite parfois certaines directement et Le Blanc aussi. Villars s'investit consciencieusement dans sa présidence. Sa collaboration avec le duc de Guiche, vice-président du Conseil de la guerre, qui remplace Villars quand ce dernier rejoint son gouvernement en Provence, se passe dans des conditions acceptables. En effet, Guiche informe scrupuleusement Villars, même s'il a sûrement été nommé à ce poste pour le surveiller.
Le Blanc est sans le conteste le conseiller le plus actif. Il hérite en février 1716 des attributions (transversales) de Saint-Contest et empiète progressivement sur les compétences de Villars. Puységur est également l'un des conseillers les plus écoutés.
Quand le duc du Maine entre au Conseil de la guerre, il dépouille en partie Saint-Hilaire de la compétence sur l'artillerie. Le marquis de Biron, Reynold, Joffreville et Lévis interviennent peu au Conseil de la guerre. En ce qui concerne la cavalerie, Joffreville perd ses attributions à l'entrée au Conseil du comte d'Evreux mais Lévis conserve les siennes. Il doit cependant abandonner le détail des dragons au marquis de Coigny en 1718.

## Conflits, déclin et fin de la polysynodie

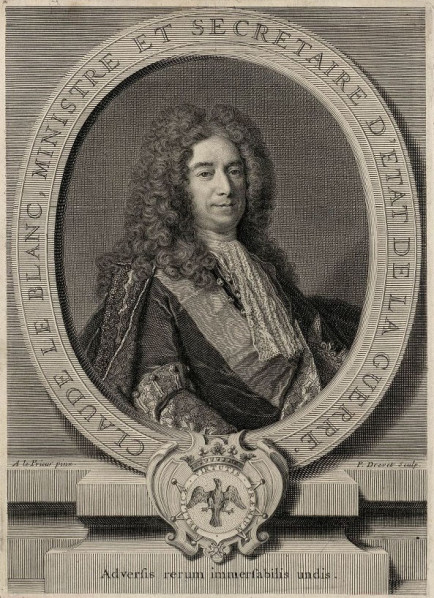
Claude Le Blanc, secrétaire d'Etat de la Guerre

Dès janvier 1716, les nominations du duc de Bourbon et du duc du Maine amènent des tensions à l'intérieur du Conseil de la guerre, tensions avivées par l'arrivée du prince de Conti en avril 1717. En effet, tous ces hauts personnages, membres de la famille royale, ont préséance sur Villars, alors que celui-ci préside en fait le Conseil de la guerre. Les entrées du comte d'Evreux puis du marquis de Coigny contribuent aussi à entretenir les rivalités, puisque Lévis et Joffreville y perdent en partie ou totalement la gestion de la cavalerie.
En 1718, le Conseil de la guerre devient, selon le mot de Saint-Simon, « une pétaudière ». Villars est déstabilisé à la fois par les querelles de préséance avec le duc de Bourbon et par la concurrence de Claude Le Blanc, qui travaille directement avec le Régent. Ce dernier décide de se rendre régulièrement au Conseil de la guerre pour apaiser les tensions. Au cours de l'année 1718, l'activité du Conseil de la guerre, comme celle des autres conseils de la Polysynodie, décline considérablement, que ce soit en termes de fréquence des réunions ou de volume des affaires traitées.
Le 24 septembre 1718, le Régent met fin à la polysynodie, qui se grippe et est l'objet de critiques de plus en plus fortes. Le Conseil de la guerre est supprimé par une simple lettre du Régent à son président, comme les conseils de conscience, des affaires étrangères et des affaires du Dedans,. Le même jour, Claude Le Blanc devient secrétaire d'Etat de la Guerre,.